# 17 maart
17 maart is de 76ste dag van het jaar (77ste dag in een schrikkeljaar) in de gregoriaanse kalender. Hierna volgen nog 289 dagen tot het einde van het jaar.

## Gebeurtenissen
- Algemeen
  - 1798 - Na een lange periode de grootste handelsorganisatie te zijn geweest, wordt de Vereenigde Oostindische Compagnie ontbonden.
  - 1909 - Aanvaring tussen Duits en Noors schip bij de ingang van de Nieuwe Waterweg, acht doden.
  - 1918 - Bij het Overijsselse plaatsje Buurse wordt voor het eerst in Nederland zout aangeboord.
  - 1957 - Bij een vliegramp op Cebu komt de president van de Filipijnen, Ramon Magsaysay om het leven.
  - 1963 - Op het Indonesische eiland Bali komt een vulkaan tot uitbarsting wat bijna 2000 Balinezen het leven kost.
  - 1982 - De Nederlandse IKON journalisten Koos Koster, Jan Kuiper, Joop Willemse en Hans ter Laag worden vermoord in El Salvador.
  - 2000 - Oprichtster Nina Brink brengt het internet-bedrijf World Online naar de beurs.
  - 2000 - In Oeganda plegen meer dan 300 aanhangers van een occulte sekte collectief zelfmoord.
  - 2024 - In de Franse plaats La Courneuve breken rellen uit na de dood van een 18-jarige man bij een politieactie in een naburige gemeente. Beelden op sociale media tonen dat de man rijdend op zijn scooter geramd wordt door een politieauto waarbij hij dodelijk gewond raakt. Hij zou een stopteken hebben genegeerd. De familieleden beschuldigen de politie van opzet, maar een politiebaas ontkent dit.[1]
  - 2024 - In Guaratiba, een wijk van de Braziliaanse stad Rio de Janeiro, wordt een gevoelstemperatuur gemeten van 62,3 °C. Deze officieel bevestigde waarde wordt veroorzaakt door een luchttemperatuur van 30 °C bij een relatieve luchtvochtigheid van 84% en een windsnelheid van 11 km/u. Het is de hoogste waarde sinds de metingen in 2014 zijn begonnen.[2]
  - 2024 - Het vulkaansysteem Eldvörp-Svartsengi op het IJslandse schiereiland Reykjanes heeft een vierde uitbarsting in evenveel maanden tijd. Het nabije vissersdorpje Grindavík wordt nogmaals geëvacueerd.[3]

- Criminaliteit en veiligheid
  - 1993 - De Colombiaanse regering heeft de voorwaarden geaccepteerd voor overgave van Pablo Escobar, leider van het Medellin-drugskartel. De voortvluchtige drugsbaron eist de bescherming van zijn familieleden, een eigen telefoon en een eigen keuken in de gevangenis "om vergiftigingsgevaar te voorkomen".[4]

- Oorlog
  - 624 - Slag bij Badr: islamitisch profeet Mohammed overvalt met zijn volgelingen een handelskaravaan van de Qoeraisj in de omgeving van Medina (Saoedi-Arabië).Joodse gevangenen in vernietigingskamp Belzec, 1942

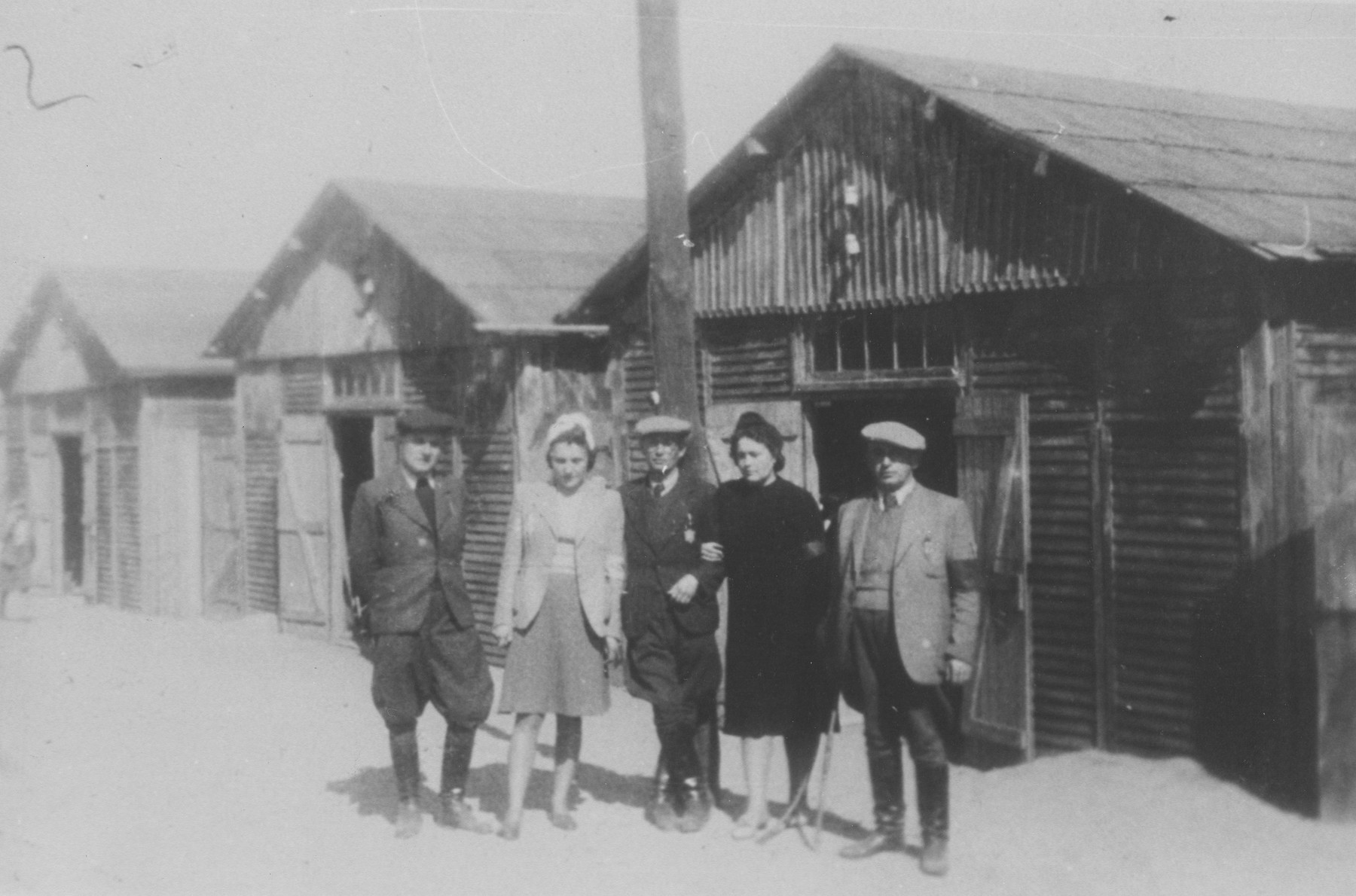
Joodse gevangenen in vernietigingskamp Belzec, 1942

  - 1942 - In het vernietigingskamp Bełżec worden de eerste Joden systematisch vergast.
  - 1945 - De Ludendorffbrug te Remagen stort in nadat ze op 7 maart ongeschonden werd ingenomen door de Amerikanen.
  - 2023 - Het Internationaal Strafhof vaardigt een arrestatiebevel uit tegen de Russische president Vladimir Poetin wegens kinderdeportaties en oorlogsmisdaden in Oekraïne.[5]

- Politiek
  - 180 - Keizer Marcus Aurelius overlijdt in Vindobona (huidige Wenen) ten gevolge van pest. Hij wordt opgevolgd door zijn zoon Commodus die als een tiran regeert over het Romeinse Rijk.
  - 455 - Petronius Maximus laat zichzelf met steun van de Senaat tot keizer uitroepen en dwingt Licinia Eudoxia, weduwe van Valentinianus III, met hem te trouwen.
  - 1861 - Het Koninkrijk Italië wordt uitgeroepen.
  - 1948 - De Benelux-landen, Frankrijk en het Verenigd Koninkrijk tekenen de overeenkomst van Brussel, die een voorloper is van de NAVO-overeenkomst.
  - 1948 - Oprichting van de West-Europese Unie (WEU), de huidige 'gewapende arm' van de Europese Unie.
  - 1959 - De 14e dalai lama, Tenzin Gyatso, vlucht naar India. Hij steekt op 31 maart de grens over.
  - 1969 - Golda Meïr wordt premier van Israël.
  - 1985 - Meer dan 100.000 mensen betogen tegen de stationering van Amerikaanse kruisraketten in België
  - 1991 - President Michail Gorbatsjov van de Sovjet-Unie schrijft een referendum uit waarin de burgers van de vijftien deelrepublieken zich kunnen uitspreken of ze het behoud van de Sovjet-Unie wenselijk achten of niet.
  - 1991 - De Finse coalitieregering verliest bij verkiezingen haar meerderheid in het parlement.
  - 2002 - De Belgische PS-politicus en voormalig minister Alain Van der Biest pleegt zelfmoord.
  - 2004 - Een onschuldige scholierenbetoging in Mitrovica, een stad met een belangrijke Servische minderheid, loopt uit de hand. Bij zware ongeregeldheden in geheel Kosovo vallen 19 doden, voornamelijk Serviërs, en negenhonderd gewonden.
  - 2009 - In Madagaskar pleegt het leger een staatsgreep, waardoor president Marc Ravalomanana gedwongen wordt af te treden. Oppositieleider Andry Rajoelina, die zich al eerder tot president had uitgeroepen, neemt het presidentieel kantoor in bezit.
  - 2024 - Na een drie dagen durende stembusgang wijst de officiële, maar niet verifieerbare, exitpoll uit dat zittend president Vladimir Poetin de onvrije Russische presidentsverkiezingen met overmacht wint. Ook de kiescommissie kent Poetin de overwinning toe. Westerse leiders hekelen de verkiezingen onder meer omdat kritische kandidaten bij voorbaat werden uitgesloten van deelname.[6][7][8]
  - 2024 - De Europese Unie (EU) en Egypte ondertekenen een migratiepact. Voor Europese investeringen van 7,4 miljard euro in de grensbeveiliging en economie van Egypte, vraagt de EU in ruil aan dat land een betere controle van vluchtelingen en migranten, die naar Europa illegaal willen migreren.[9]
  - 2025: Stuart Young wordt beëdigd als premier van Trinidad en Tobago.[10]

- Recreatie
  - 1999 - In Epcot wordt de attractie Test Track geopend.
  - 2005 - In het Disneyland Park te Anaheim wordt de attractie Buzz Lightyear Astro Blaster geopend.

- Religie
  - 1959 - Bisschopswijding van Petrus Moors, Nederlands bisschop van Roermond, door aartsbisschop Bernardus Alfrink van Utrecht.
  - 1983 - Ontslag van de Nederlander Lambert van Heygen als bisschop van Doumé en benoeming tot bisschop van Bertoua in Kameroen.

- Sport
  - 1955 - Oprichting van de Uruguayaanse voetbalclub Club Atlético El Tanque.
  - 1959 - Oprichting van de Colombiaanse voetbalclub Once Caldas.
  - 1991 - In Bonn scherpt Ron Dekker, zwemmer van De IJsel uit Deventer, het Nederlands record op de 100 meter schoolslag kortebaan (25 meter) aan tot 59,70.
  - 1994 - Schansspringer Toni Nieminen overbrugt in Planica een afstand van 203 meter en is daarmee de eerste man die meer dan 200 meter springt.
  - 2000 - Zwemster Therese Alshammar uit Zweden verbetert bij de wereldkampioenschappen in Athene haar eigen wereldrecord op de 100 meter vrije slag kortebaan (25 meter): van 52,80 naar 52,17. Haar landgenoot Lars Frölander verbetert zijn eigen mondiale toptijd op de 100 meter vlinderslag: 50,44.

- Wetenschap en technologie
  - 1845 - De Engelse uitvinder Stephen Perry patenteert het elastiek.
  - 1958 - In de Verenigde Staten wordt door US Navy de satelliet Vanguard 1, de eerste satelliet op zonnestroom, gelanceerd. Doel van de missie is het testen van een nieuwe drietrapsraket.[11]
  - 2013 - Grootste explosie ooit op de maan. Deze was te zien met het blote oog.
  - 2014 - Wetenschappers maken de ontdekking bekend van sporen van zwaartekrachtgolven ontstaan bij de oerknal in de kosmische achtergrondstraling, geregistreerd door een radiotelescoop op de Zuidpool.
  - 2024 - Een eruptie van een filament op de Zon veroorzaakt een dubbele coronal mass ejection die apart van elkaar de Aarde zullen raken en naar verwachting voor G1-geomagnetische stormcondities gaan zorgen.[12]

## Geboren

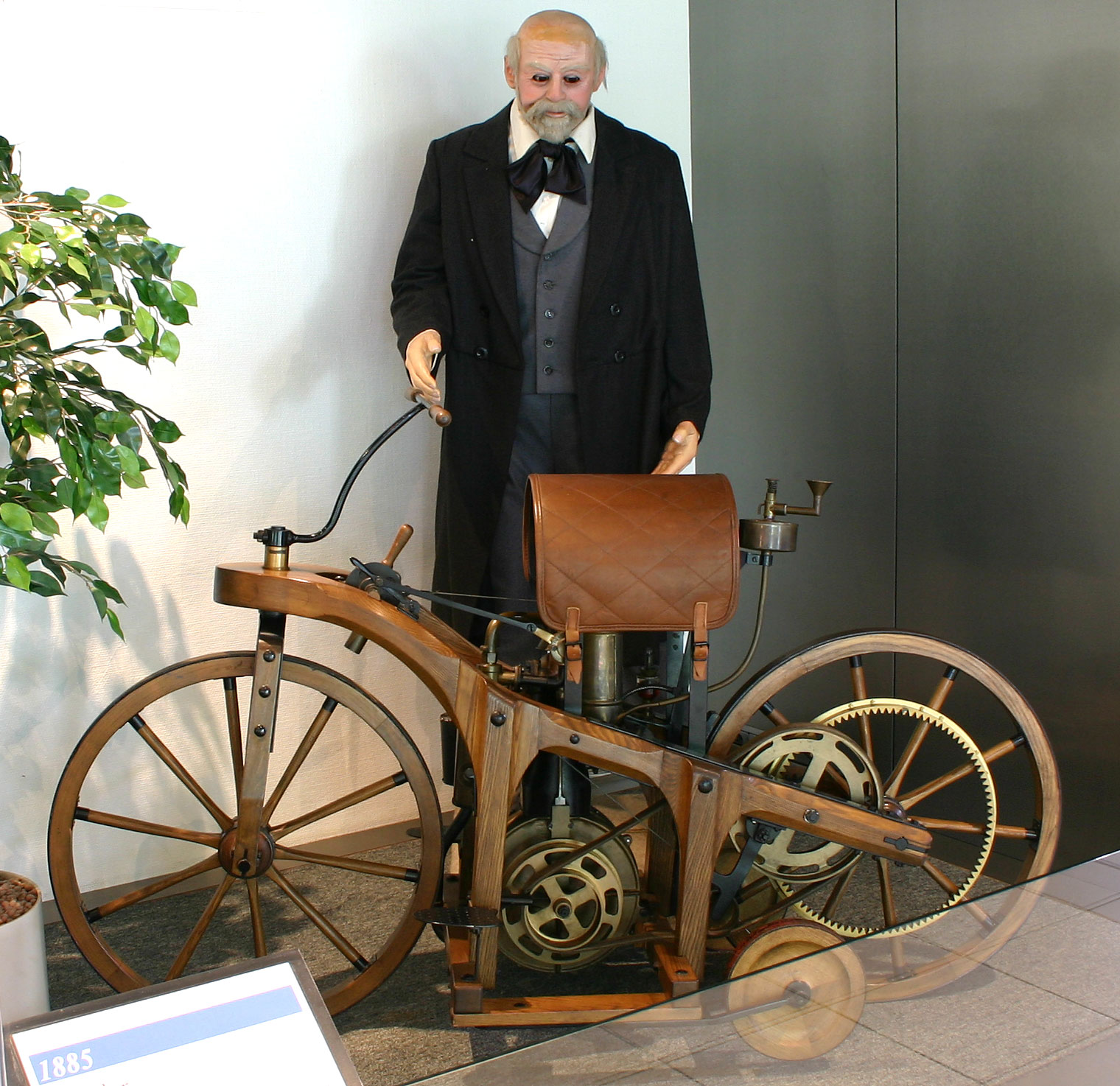
Gottlieb Daimler
geboren in 1834

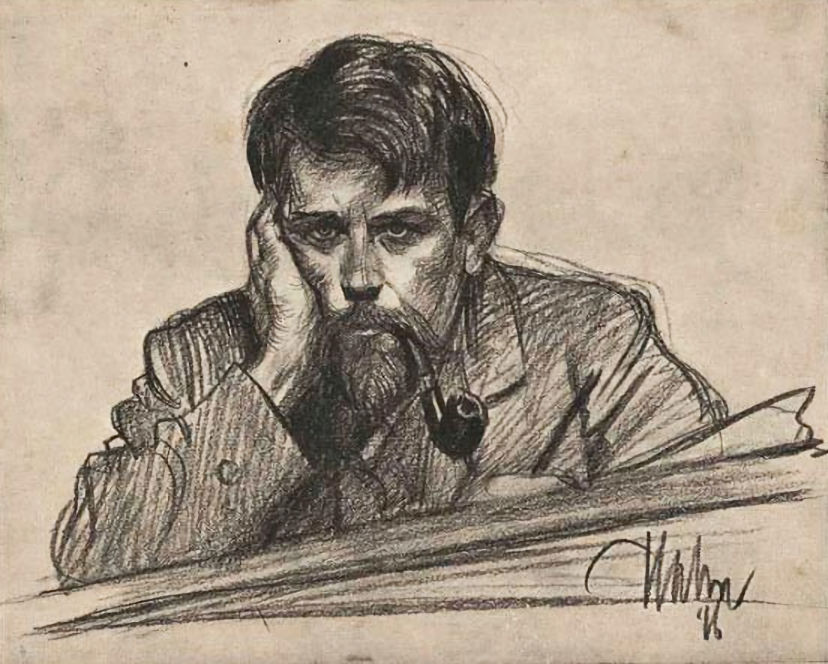
Albert Hahn
geboren in 1877

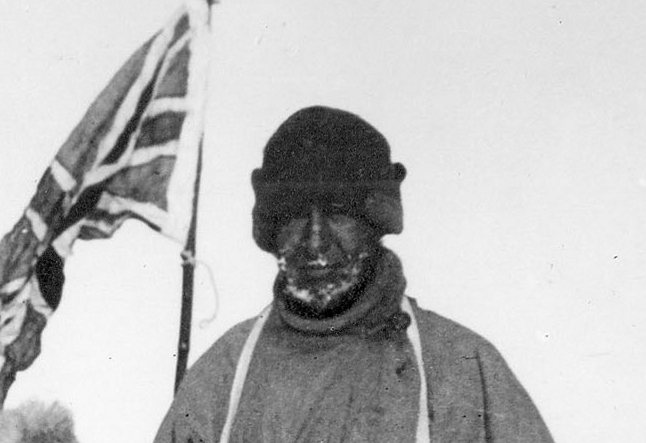
Lawrence Oates
geboren in 1880

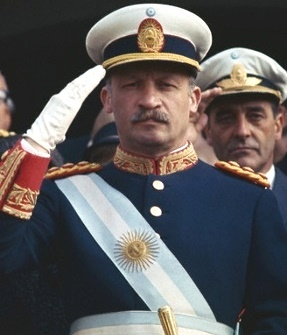
Juan Carlos Onganía
geboren in 1914

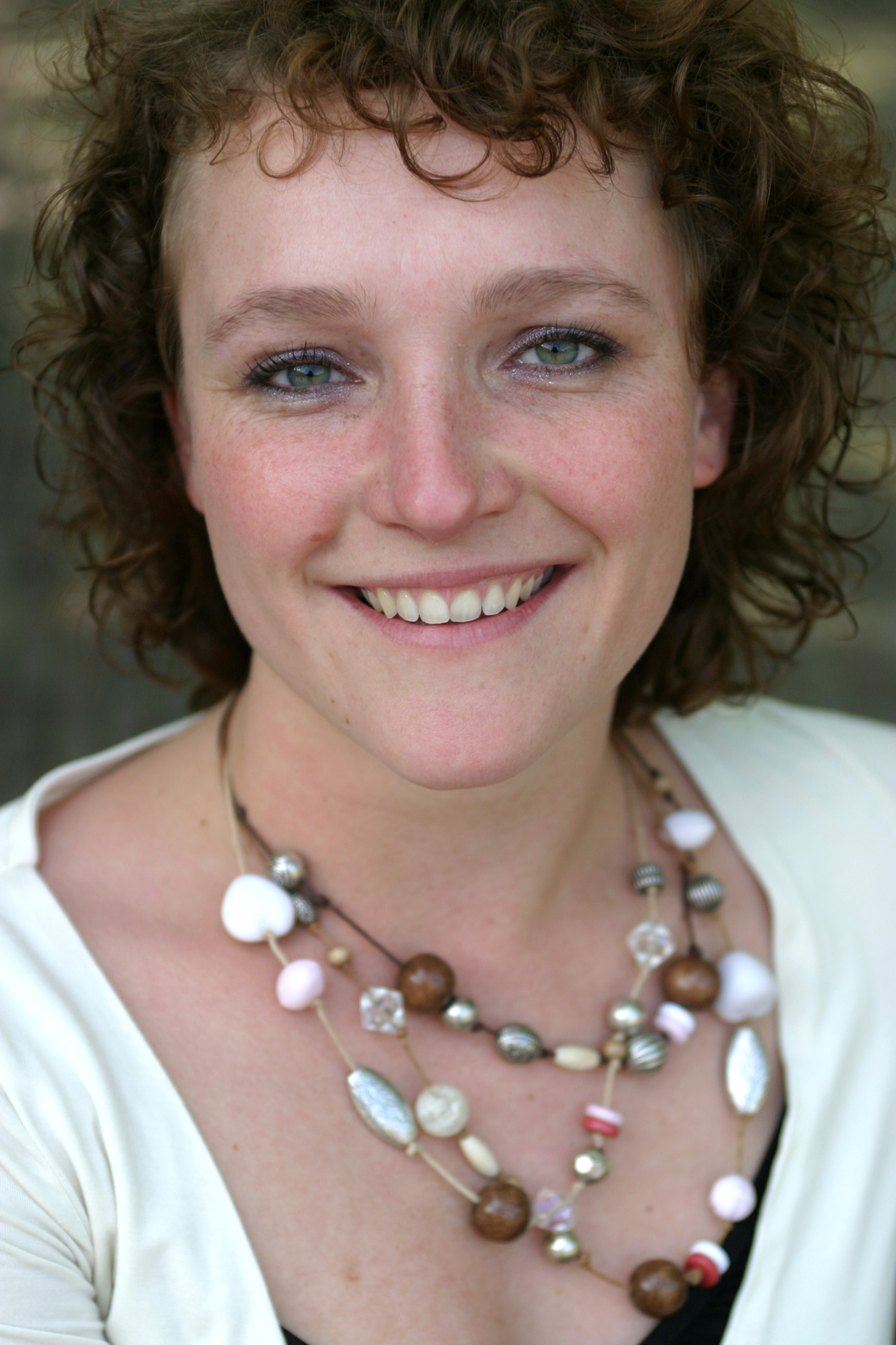
Renske Leijten
geboren in 1979

- 1231 - Shijo, keizer van Japan (overleden 1242)
- 1473 - Koning Jacobus IV van Schotland (overleden 1513)
- 1676 - Thomas Boston, Schots theoloog en predikant (overleden 1732)
- 1686 - Jean-Baptiste Oudry, Frans kunstschilder en ontwerper (overleden 1755)
- 1811 - Karel Marinus Giltay, Nederlands arts (overleden 1891)
- 1834 - Gottlieb Daimler, Duits uitvinder (overleden 1900)
- 1852 - Derck Engelberts, Nederlands politicus (overleden 1913)
- 1862 - Silvio Gesell, Duits handelaar, financieel theoreticus en sociaal hervormer (overleden 1930)
- 1874 - Herman Hana, Nederlands kunstenaar (overleden 1952)
- 1877 - Albert Hahn, Nederlands tekenaar (overleden 1918)
- 1880 - Lawrence Oates, Brits ontdekkingsreiziger (overleden 1912)
- 1883 - Henri Ch. C. J. van der Mandere, Nederlands journalist en vredesactivist (overleden 1959)
- 1885 - Ralph Rose, Amerikaans atleet (overleden 1913)
- 1885 - Henry Taylor, Brits zwemmer en waterpoloër (overleden 1951)
- 1887 - Ben Sajet, Nederlands arts en politicus (overleden 1986)
- 1891 - Ross McLarty, 17e premier van West-Australië (overleden 1962)
- 1893 - Otto Silber, Estisch voetballer (overleden 1940)
- 1895 - Shemp Howard, Amerikaans acteur (overleden 1955)
- 1896 - Nico Treep, Nederlands violist en dirigent (overleden 1945)
- 1900 - Leon Fourneau, Belgisch atleet (overleden 1982)
- 1900 - Manuel Plaza, Chileens marathonloper (overleden 1969)
- 1902 - Bobby Jones, Amerikaans golfer (overleden 1971)
- 1907 - Jean Van Houtte, Belgisch politicus (overleden 1991)
- 1910 - Ralph Pratt, Amerikaans autocoureur (overleden 1981)
- 1914 - Juan Carlos Onganía, Argentijns president (overleden 1995)
- 1917 - Maarten Schakel sr., Nederlands politicus en verzetsstrijder (overleden 1997)
- 1919 - Robert Cayman, Belgisch hockeyer (overleden 2001)
- 1919 - Nat King Cole, Amerikaans jazzmuzikant (overleden 1965)
- 1920 - Jose Tomas Sanchez, Filipijns kardinaal en emeritus-aartsbisschop van Nueva Segovia (overleden 2012)
- 1921 - Meir Amit, Israëlisch generaal en directeur Mossad (overleden 2009)
- 1924 - Lies Sluijters, Nederlands atlete (overleden 2010)
- 1925 - Joelija Borisova, Sovjet-Russisch actrice (overleden 2023)
- 1925 - Gabriele Ferzetti, Italiaans acteur (overleden 2015)
- 1926 - Siegfried Lenz, Duits schrijver (overleden 2014)
- 1927 - Lucien Kroll, Belgisch architect (overleden 2022)
- 1927 - Roberto Suazo Córdova, Hondurees premier (overleden 2018)
- 1929 - Salvador Botella, Spaans wielrenner (overleden 2006)
- 1929 - Tom Pistone, Amerikaans autocoureur
- 1930 - James Irwin, Amerikaans astronaut (overleden 1991)
- 1931 - Patricia Breslin, Amerikaans actrice(overleden 2011)
- 1931 - Thorvald Strömberg, Fins kanovaarder (overleden 2010)
- 1931 - Michel Verschueren, Belgisch ondernemer (overleden 2022)
- 1932 - Fred Gamble, Amerikaans autocoureur (overleden 2024)
- 1933 - Piet Ouderland, Nederlands voetballer en basketballer (overleden 2017)
- 1934 - Eef Kamerbeek, Nederlands atleet (overleden 2008)
- 1935 - Valerio Adami, Italiaans kunstschilder
- 1935 - Ab Geldermans, Nederlands wielrenner en ploegleider (overleden 2025)
- 1935 - Letty Kosterman, Nederlands presentatrice (overleden 2017)
- 1936 - Ladislav Kupkovič, Slowaaks-Duits componist/dirigent/violist (overleden 2016)
- 1936 - Ken Mattingly, Amerikaans astronaut (overleden 2023)
- 1937 - Joke Hagelen, Nederlands hoorspelactrice (overleden 2020)
- 1937 - Helmut Müller, Duits voetballer (overleden 2011)
- 1938 - Roedolf Noerejev, Russisch/Oostenrijks danser en choreograaf (overleden 1993)
- 1939 - Corrado Farina, Italiaans filmregisseur, scenarioschrijver en auteur (overleden in 2016)
- 1939 - Jozef Thys, Belgisch politicus (overleden 2023)
- 1940 - Ben Borgart, Nederlands schrijver (overleden 2016)
- 1940 - Alberto Borin, Belgisch politicus (overleden 2023)
- 1940 - Bob Rooyens, Nederlands programmamaker en televisieregisseur
- 1941 - Paul Kantner, Amerikaans zanger, gitarist en songwriter (overleden 2016)
- 1942 - Jacques Abeille, Frans romanschrijver (overleden 2022)
- 1942 - John Wayne Gacy, Amerikaans seriemoordenaar (overleden in 1994)
- 1943 - Joop Keesmaat, Nederlands acteur
- 1944 - John Sebastian, Amerikaans musicus
- 1944 - Juan Ramón Verón, Argentijns voetballer (overleden 2025)
- 1945 - Carlo Andreoli, Nederlands glazenier en glaskunstenaar
- 1945 - Cees Bakker, Nederlands voetbalscheidsrechter
- 1945 - Paul Buysse, Belgisch ondernemer (overleden 2023)
- 1945 - Daniel Onega, Argentijns voetballer
- 1945 - Elis Regina, Braziliaans zangeres (overleden 1982)
- 1946 - Georges J.F. Köhler, Duits bioloog (overleden 1995)
- 1947 - Ellis van den Brink, Nederlands actrice
- 1947 - Harry van Oosterhout, Nederlands voetballer (overleden 2024)
- 1948 - William Gibson, Amerikaans sciencefiction-schrijver
- 1949 - Patrick Duffy, Amerikaans acteur
- 1949 - Rob Posthumus, Nederlands burgemeester (overleden 2022)
- 1950 - Valery Beim, Oostenrijks schaker
- 1950 - Peter Robinson, Brits-Canadees schrijver (overleden 2022)
- 1951 - Bill Atkinson, Amerikaans softwareontwikkelaar (overleden 2025)
- 1951 - Benny Nielsen, Deens voetballer
- 1951 - Kurt Russell, Amerikaans acteur
- 1953 - Vladimir Tsjoerov, Russisch politicus (overleden 2023)
- 1954 - Lesley-Anne Down, Brits actrice
- 1954 - Margriet Hermans, Belgisch zangeres en presentatrice
- 1955 - Élie Baup, Frans voetballer en voetbaltrainer
- 1955 - Mark Boone Junior, Amerikaans acteur
- 1955 - Agnes De Nul, Belgisch actrice
- 1955 - Gary Sinise, Amerikaans acteur
- 1955 - Miguel Stigter, Nederlands acteur
- 1956 - Ahmet Çelik, Turks/Nederlands bestuurskundige
- 1956 - Paul van der Sterren, Nederlands schaakgrootmeester
- 1957 - Maurizio Vitali, Italiaans motorcoureur
- 1958 - José Manuel Abascal, Spaans atleet
- 1958 - Christian Clemenson, Amerikaans acteur
- 1958 - Piet den Boer, Nederlands voetballer
- 1959 - Danny Ainge, Amerikaans basketballer
- 1960 - Thomas Flohr, Zwitsers ondernemer en autocoureur
- 1960 - Frank Geleyn, Belgisch auteur (overleden 2023)
- 1960 - Arye Gross, Amerikaans acteur
- 1962 - Wim Henderickx, Belgisch componist, percussionist en muziekpedagoog (overleden 2022)
- 1962 - Maritzka van der Linden, Nederlands zwemster
- 1962 - Pello Ruiz Cabestany, Spaans wielrenner
- 1964 - Stefano Borgonovo, Italiaans voetballer (overleden 2013)
- 1964 - Lee Dixon, Engels voetballer
- 1964 - Rob Lowe, Amerikaans acteur
- 1964 - Jacques Songo'o, Kameroens voetballer
- 1965 - Rense Sinkgraven, Nederlands dichter
- 1965 - Caynn Theakston, Brits wielrenner
- 1966 - José Garcia, Frans acteur
- 1966 - Sibbele, Nederlands zanger (overleden 2012)
- 1967 - Billy Corgan, Amerikaans rockmuzikant
- 1967 - Nathalie Marquay, Frans model, presentatrice en actrice
- 1967 - Anders Roth, Fins voetballer
- 1968 - Valter Bonča, Sloveens wielrenner
- 1968 - Martin Hänggi, Zwitsers schaatser
- 1969 - Alexander McQueen, Brits modeontwerper (overleden 2010)
- 1970 - Yanic Truesdale, Canadees acteur
- 1972 - Melissa Auf der Maur, Canadees rockmuzikante
- 1972 - Oksana Grisjtsjoek, Russisch kunstschaatsster
- 1972 - Mia Hamm, Amerikaans voetbalspeelster
- 1973 - Caroline Corr, Iers drummer
- 1973 - David Seco, Spaans veldrijder
- 1974 - Frode Johnsen, Noors voetballer
- 1975 - Davia Ardell, Amerikaans pornomodel
- 1975 - Andrew Martin, Canadees worstelaar (overleden 2009)
- 1975 - Natalie Zea, Amerikaans actrice
- 1976 - Brittany Daniel, Amerikaans actrice
- 1976 - Cynthia Daniel, Amerikaans actrice en fotografe
- 1976 - Stephen Gately, Iers zanger (overleden 2009)
- 1976 - Antoine van der Linden, Nederlands voetballer
- 1976 - Ludovic Martin, Frans wielrenner
- 1976 - Álvaro Recoba, Uruguayaans voetballer
- 1977 - John Boerdonk, Nederlands golfer
- 1978 - Ate van der Burgt, Nederlands atleet
- 1978 - Saskia Fuchs, Nederlands hockeyster
- 1978 - Franck Grandel, Frans voetbaldoelman
- 1978 - Mark Pilkington, Welsh golfer
- 1979 - Hind Dehiba, Marokkaans-Frans atlete
- 1979 - Renske Leijten, Nederlands politica
- 1979 - Greg Timmermans, Belgisch acteur
- 1979 - Casey Vincent, Australisch atleet
- 1979 - Millon Wolde, Ethiopisch atleet
- 1980 - David Boucher, Belgisch wielrenner
- 1980 - Gorik Gardeyn, Belgisch wielrenner
- 1980 - Torsten Hiekmann, Duits wielrenner
- 1980 - Michał Jeliński, Pools roeier
- 1981 - Gert-Jan Bruggink, Nederlands springruiter
- 1981 - Servet Çetin, Turks voetballer
- 1981 - Mariusz Pawełek, Pools voetballer
- 1982 - Anders Due, Deens voetballer
- 1982 - Steven Pienaar, Zuid-Afrikaans voetballer
- 1983 - Zenon Caravella, Australisch voetballer
- 1983 - Tako Gatsjetsjiladze, Georgisch zangeres
- 1983 - Mariken Heitman, Nederlands schrijfster
- 1983 - Geert Hoes, Nederlands acteur
- 1983 - Danny Mathijssen, Nederlands voetballer
- 1983 - Raul Meireles, Portugees voetballer
- 1985 - Tuğba Karademir, Turks kunstschaatsster
- 1986 - Edin Džeko, Bosnisch voetballer
- 1986 - Eugen Polanski, Pools-Duits voetballer
- 1986 - Olesya Rulin, Amerikaans actrice
- 1986 - Adrián Sáez, Spaans wielrenner
- 1986 - Silke Spiegelburg, Duits atlete
- 1987 - Federico Fazio, Argentijns voetballer
- 1987 - Elena Gemo, Italiaans zwemster
- 1988 - Rasmus Elm, Zweeds voetballer
- 1988 - Fraser Forster, Engels voetballer
- 1988 - Biaina Geragousian, Nederlands schaakster
- 1988 - Frank Hol, Nederlands voetballer
- 1988 - Zhao Jin, Chinees zwemster
- 1988 - Jairzinho Rozenstruik, Surinaams MMA-vechter en kickbokser
- 1988 - Carrie Symonds, Brits politiek activiste en adviseur
- 1988 - Heidi Zacher, Duits freestyleskiester
- 1989 - Calle Halfvarsson, Zweeds langlaufer
- 1989 - Shinji Kagawa, Japans voetballer
- 1989 - Andreas Landgren, Zweeds voetballer
- 1990 - Stéphane Richelmi, Monegaskisch autocoureur
- 1990 - Vincent Rothuis, Nederlands schaker
- 1990 - Marco Crimi, Italiaans voetballer
- 1990 - Tjaco van der Weerd, Nederlands organist en pianist
- 1992 - Eliza Bennett, Brits actrice
- 1992 - John Boyega, Brits acteur
- 1992 - Margo Geer, Amerikaans zwemster
- 1992 - Fahmi Ilyas, Maleisisch autocoureur
- 1992 - Pauline Peyraud-Magnin, Frans voetbalster
- 1993 - Evan Bogerd, Nederlands organist
- 1994 - Fauve Geerling, Nederlands actrice
- 1994 - Marcel Sabitzer, Oostenrijks voetballer
- 1994 - Elisabeth Vathje, Canadees skeletonracer
- 1994 - Tone Wieten, Nederlands roeier
- 1994 - Soualiho Meïte, Frans voetballer
- 1995 - Moris Kvitelasjvili, Russisch-Georgisch kunstschaatser
- 1995 - Claressa Shields, Amerikaans boksster
- 1996 - Arturo Calabresi, Italiaans voetballer
- 1996 - Viola Calligaris, Zwitsers voetbalster
- 1997 - Katie Ledecky, Amerikaans zwemster
- 1997 - Daniel Sprong, Nederlands ijshockeyspeler
- 1998 - Uroš Račić, Servisch voetballer
- 1999 - Roxanne Kwant, Nederlands presentatrice en influencer
- 1999 - Atsushi Miyake, Japans autocoureur
- 2000 - Cameron Das, Amerikaans autocoureur
- 2001 - Niklas Hedl, Oostenrijks voetballer
- 2002 - Andrej Minakov, Russisch zwemmer
- 2003 - Dennis Hauger, Noors autocoureur
- 2005 - Fanney Inga Birkisdóttir, IJslands voetbalster
- 2005 - Danique Tolhoek, Nederlands voetbalster

## Overleden

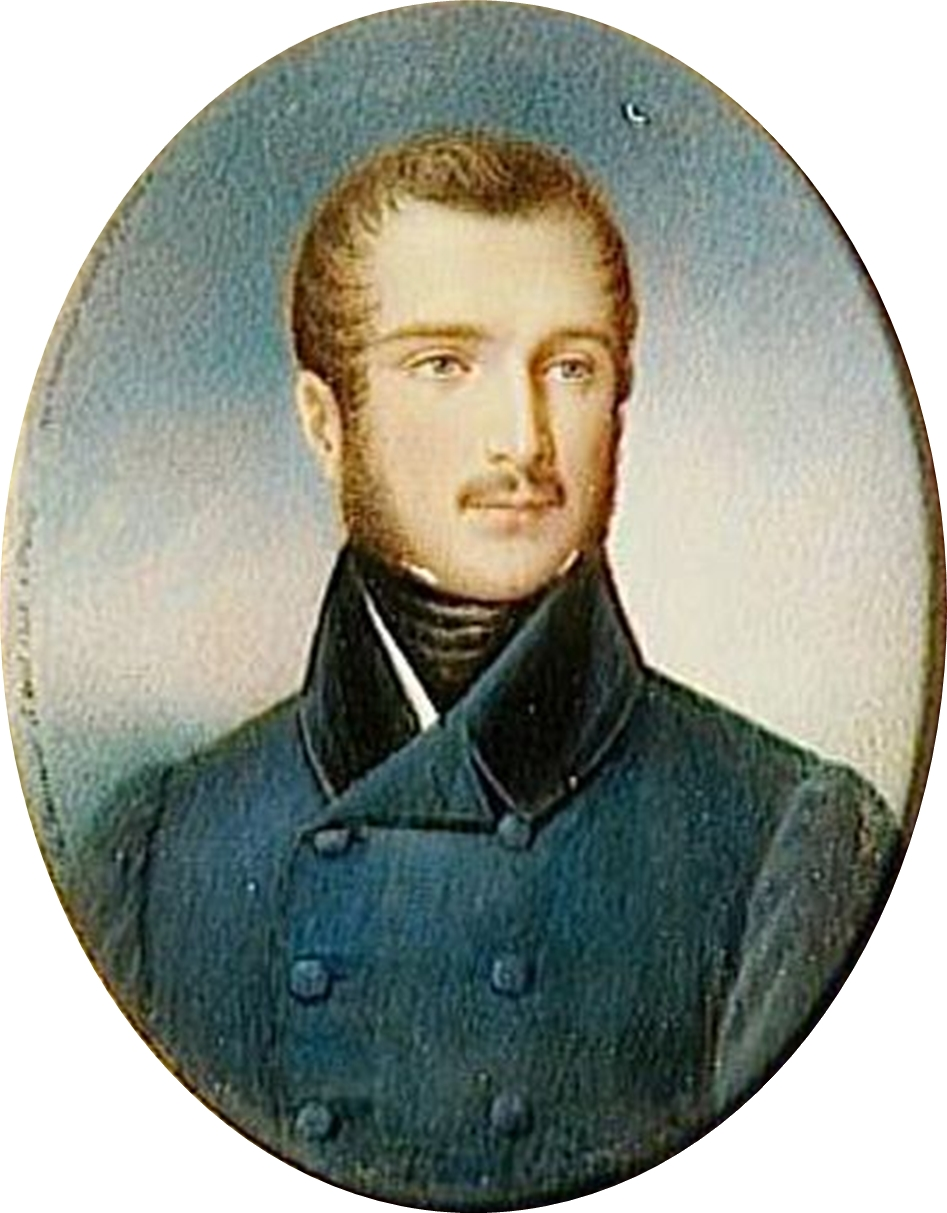
Napoleon Lodewijk Bonaparte
overleden in 1831

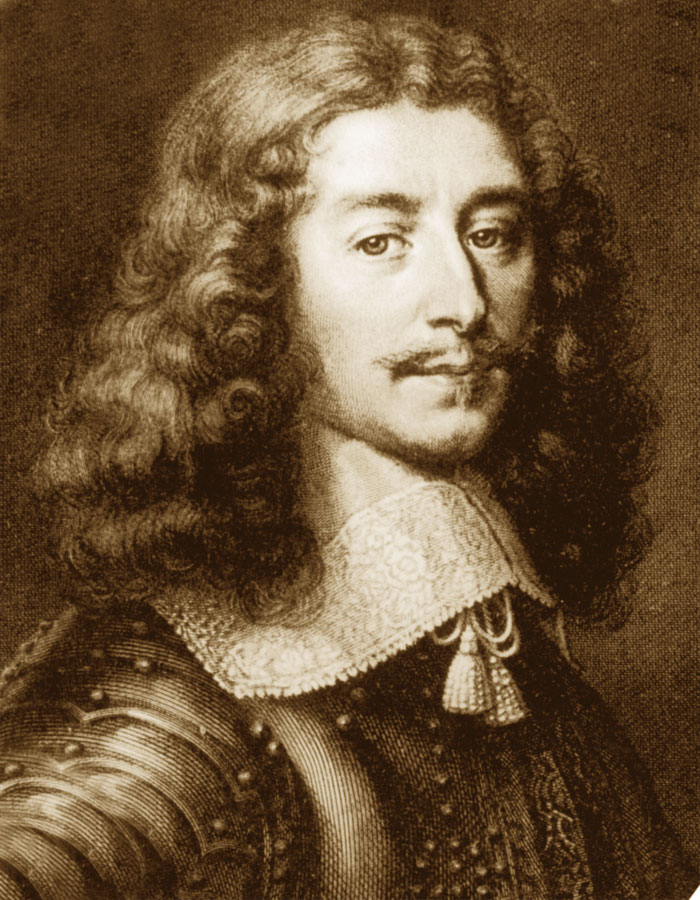
François de La Rochefoucauld
overleden in 1680

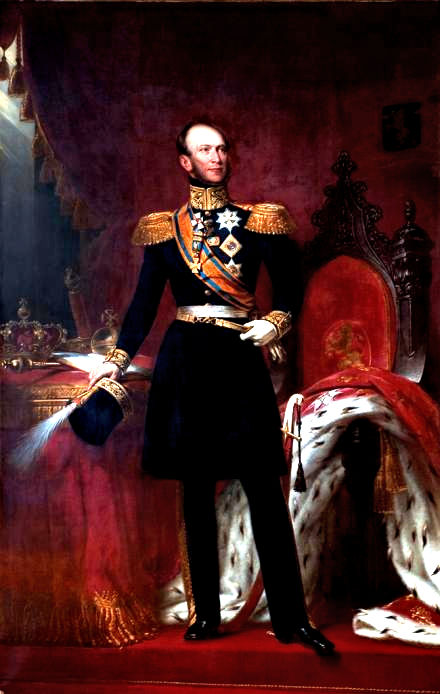
Willem II
overleden in 1849

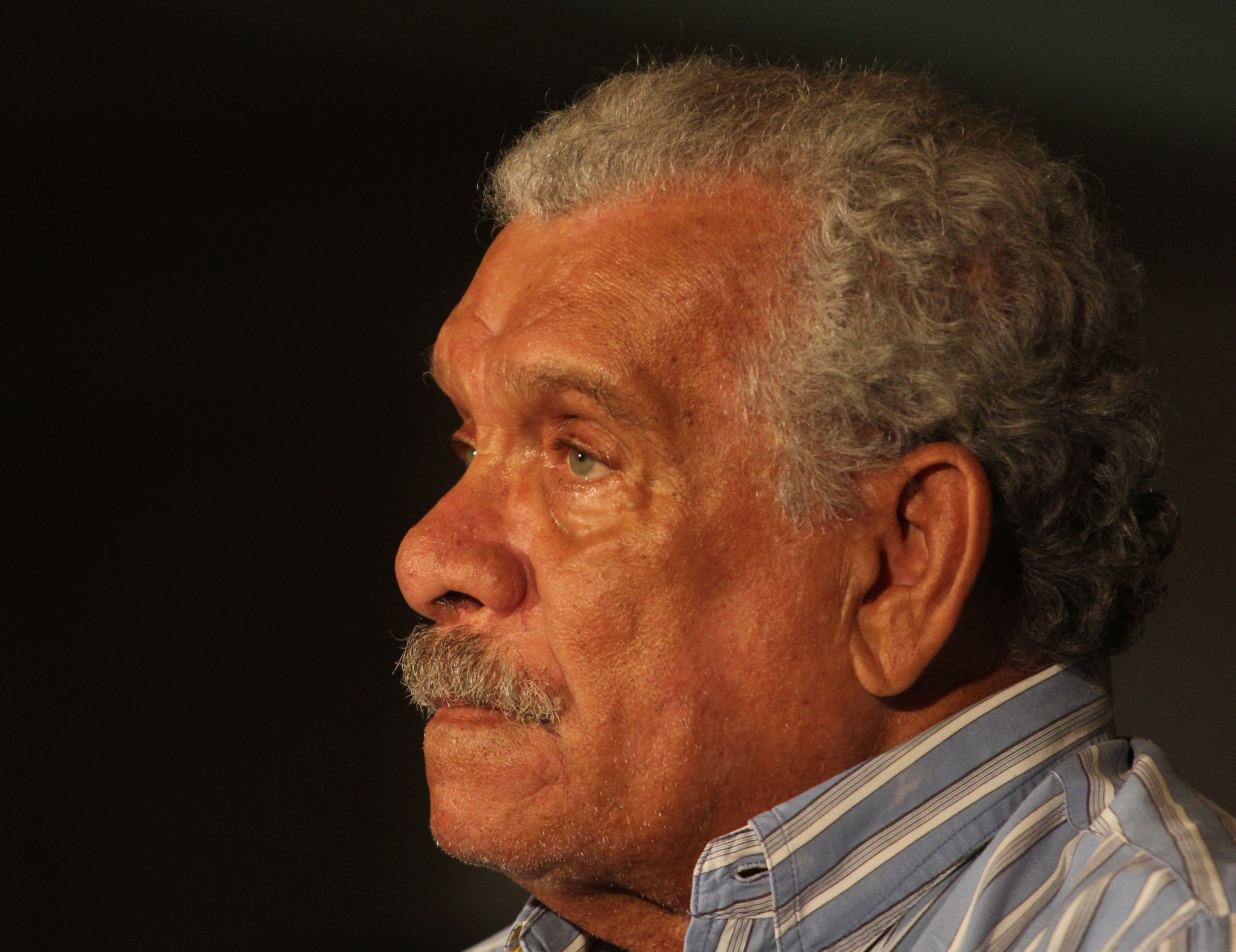
Derek Walcott
overleden in 2017

- 180 - Marcus Aurelius (58), Romeins keizer
- 461 - Sint Patricius (75), beschermheilige van Ierland
- 659 - Gertrudis van Nijvel (33), Frankisch abdis
- 1640 - Philip Massinger, Engels toneelschrijver
- 1680 - François de La Rochefoucauld (66), Frans schrijver, adellijk militair en hoveling
- 1782 - Daniel Bernoulli (82), Nederlands-Zwitsers wis- en natuurkundige
- 1831 - Napoleon Lodewijk Bonaparte (26), de tweede zoon van koning Lodewijk Napoleon en Hortense de Beauharnais
- 1846 - Friedrich Bessel (61), Duits astronoom en wiskundige
- 1849 - Willem II (56), Koning der Nederlanden
- 1853 - Christian Doppler (47), Oostenrijks wiskundige en fysicus
- 1893 - Jules Ferry (60), Frans politicus
- 1912 - Lawrence Oates (32), Brits ontdekkingsreiziger
- 1913 - Adrienne Augarde (30), Brits actrice en zangeres
- 1919 - Kenyon Cox (62), Amerikaans kunstschilder, illustrator, kunstcriticus en dichter
- 1929 - Henricus Huijbers (47), Nederlands historicus
- 1935 - Albert Van huffel (58), Vlaams-Belgisch architect
- 1954 - Victor Rousseau (88), Belgisch beeldhouwer en tekenaar
- 1955 - Freddy van Riemsdijk (64), Nederlands luchtvaartpionier
- 1956 - Irène Joliot-Curie (58), Frans chemicus
- 1957 - Gregorio Hernandez jr. (43), Filipijns minister van onderwijs
- 1957 - Ramon Magsaysay (49), president van de Filipijnen
- 1965 - Ignace Muylle (65), Belgisch voetballer
- 1967 - Toon Berg (89), Nederlands glazenier
- 1968 - Jules Basdevant (90), Frans rechtsgeleerde en rechter
- 1968 - Henri ten Holt (84), Nederlands kunstenaar
- 1972 - Anthon Olsen (82), Deens voetballer
- 1976 - Luchino Visconti (69), Italiaans filmregisseur
- 1980 - Rudolf Escher (68), Nederlands componist
- 1986 - John Bagot Glubb (88), Brits beroepsmilitair
- 1986 - Maurice Yonge (86), Engels zoöloog
- 1990 - Capucine (57), Frans actrice en model
- 1993 - Helen Hayes (92), Amerikaans actrice
- 1994 - Mai Zetterling (68), Zweeds actrice en filmregisseur
- 1995 - Marcus Jan Adriani (86), Nederlands botanicus
- 1997 - Jermaine Stewart (39), Amerikaans zanger
- 1998 - Cliff Barker (77), Amerikaans basketballer
- 2001 - Chris Götte (38), Nederlands drummer
- 2002 - Alain Van der Biest (58), Belgisch politicus
- 2005 - George Kennan (101), Amerikaans diplomaat
- 2005 - Andre Norton (93), Amerikaans schrijfster
- 2006 - Oleg Cassini (92), Amerikaans modeontwerper
- 2007 - John Backus (82), Amerikaans informaticus
- 2007 - Jim Cronin (55), Brits ondernemer
- 2007 - Ernst Haefliger (87), Zwitsers tenor
- 2007 - Valère Vautmans (63), Belgisch politicus
- 2008 - Roland Arnall (68), Amerikaans zakenman en ambassadeur
- 2008 - Joanne Klink (90), Nederlands schrijfster van kinderbijbels
- 2008 - Ed Leeflang (78), Nederlands dichter
- 2008 - Claus Luthe (75), Duits auto-ontwerper
- 2010 - Abdellah Blinda (58), Marokkaans voetballer en trainer
- 2010 - Alex Chilton (59), Amerikaans muzikant (The Box Tops)
- 2010 - Wayne Collett (60), Amerikaans atleet
- 2011 - Michael Gough (94), Brits acteur
- 2011 - Jan Kuperus (82), Nederlands econoom en bankdirecteur
- 2012 - John Demjanjuk (91), Oekraïens oorlogsmisdadiger
- 2012 - Shenouda III van Alexandrië (88), Egyptisch geestelijke, paus van de Koptisch-Orthodoxe Kerk
- 2013 - Jan van Houwelingen (73), Nederlands politicus
- 2013 - Jantje Koopmans (87), Nederlands volkszanger
- 2013 - François Sermon (89), Belgisch voetballer
- 2014 - Marek Galiński (39), Pools wielrenner
- 2014 - Jerlan Pernebekov (18), Kazachs wielrenner[13]
- 2015 - Harrie Heijnen (74), Nederlands voetballer
- 2016 - Hannes Beckmann (65), Duits violist en componist
- 2016 - Rutger Dirk Bleeker (95), Nederlands architect
- 2016 - Larry Drake (66), Amerikaans acteur
- 2016 - Paul Daniels (77), Brits illusionist
- 2016 - Solomon Marcus (91), Roemeens wiskundige
- 2016 - Hugo Strasser (93), Duits klarinettist, componist en bigbandleider
- 2017 - Derek Walcott (87), Saint Luciaans dichter en toneelschrijver
- 2019 - Yūya Uchida (79), Japans rockzanger en acteur
- 2020 - Eduard Limonov (77), Russisch politicus, dichter en schrijver
- 2020 - Johny Voners (74), Belgisch acteur
- 2020 - Betty Williams (76), Noord-Iers vredesactiviste
- 2021 - John Magufuli (61), Tanzaniaans president
- 2022 - Clemens Cornielje (63), Nederlands bestuurder en politicus
- 2022 - Jaroslav Kurzweil (95), Tsjechisch wiskundige
- 2022 - Anthony Nash (85), Brits bobsleeër
- 2022 - Gerrit Noordzij (90), Nederlands typograaf en letterontwerper
- 2022 - Jean Simonet (94), Belgisch atleet
- 2023 - Adri Duivesteijn (72), Nederlands politicus
- 2023 - Ada den Haan (81), Nederlands zwemster
- 2023 - Lance Reddick (60), Amerikaans acteur
- 2023 - Raoul Servais (94), Belgisch filmmaker en animator
- 2023 - Dubravka Ugrešić (73), Kroatisch-Nederlands schrijfster
- 2024 - Iván Darío Bothia (33), Colombiaans wielrenner
- 2024 - Steve Harley (73), Brits muzikant
- 2024 - Thein Nyunt (75), Birmees burgemeester
- 2024 - Walter Van der Plaetsen (83), Belgisch politicus
- 2025 - Lee Shau Kee (97), Chinees zakenman

## Viering/herdenking

Nationale Feestdag Ierland

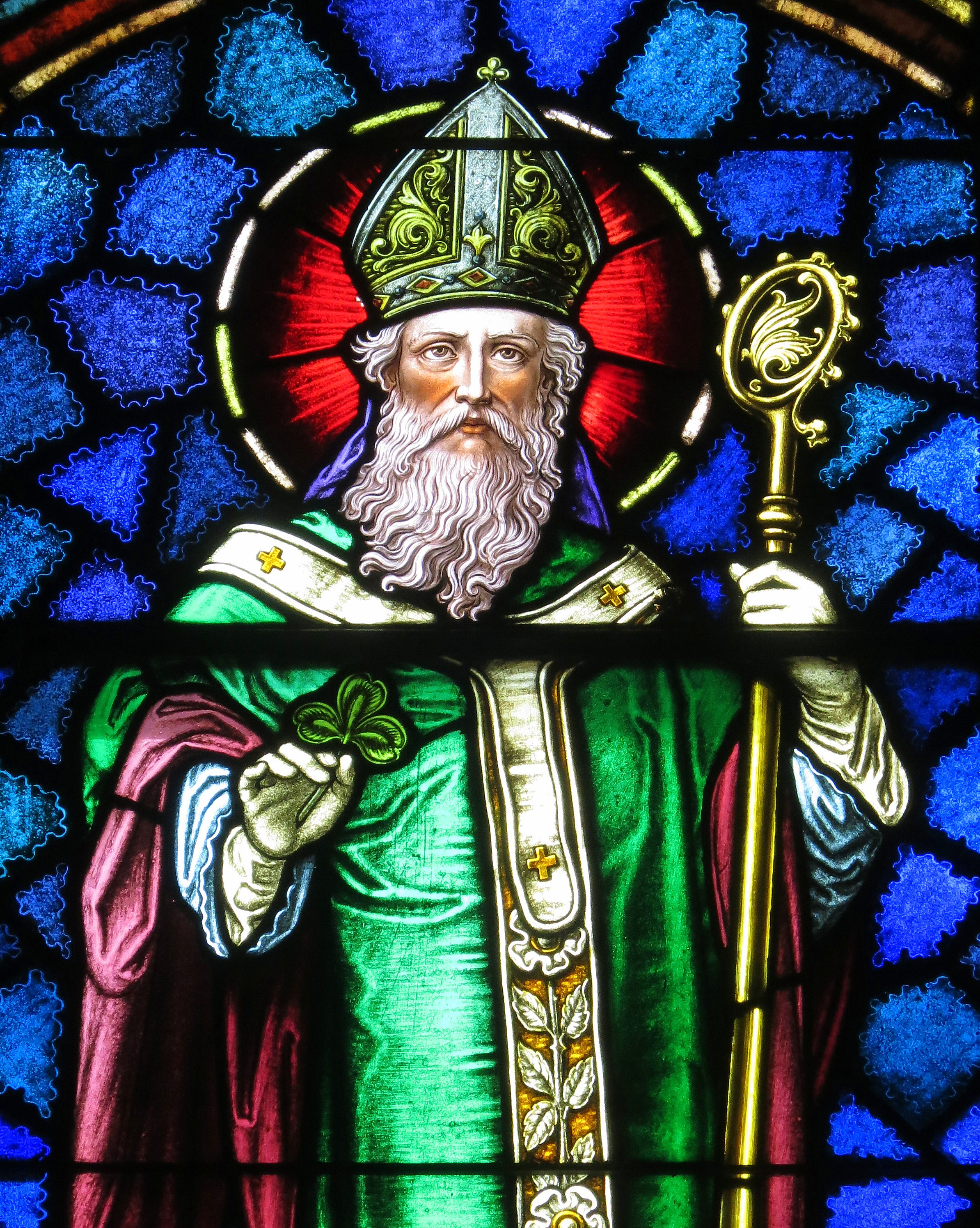
H. Patrick van Ierland

- Ierland - St. Patrick's Day: nationale feestdag ter verering van de heilige Patrick van Ierland
- Rome - tijdens de zogenaamde Argei (ook op 16 maart) brachten de priesters zoenoffers aan 27 heiligdommen in de stad
- Rooms-Katholieke Kerk
  - Heilige Patrick van Ierland († 461) - Vrije gedachtenis
  - Heilige Gertrudis (van Nijvel) († 659); dag die opmerkelijk vaak verbonden was met politieke beslissingen op het Nederlandse platteland in het verleden. Zo werden in Deurne door het volk op het openbare terrein te Vreekwijk de keuren en breuken vastgesteld en werd het dorpsbestuur benoemd - gedachtenis in Breda en patrones van de gemeente Kuringen (deelgemeente van Hasselt)
  - Heilige Withburga (van Dereham) († 743)
  - Heilige Agricola († ca 497)
  - Zalige Gertrud van Silezië († 1268)

## Weerextremen

### Nederland
| | Officiële records | Officiële records | Officiële records |      | Landelijke records | Landelijke records | Landelijke records        |
| Gebeurtenis | Jaar              | Extreem           | Locatie           | Jaar | Extreem            | Locatie            |                           |
| --- | ----------------- | ----------------- | ----------------- | ---- | ------------------ | ------------------ | ------------------------- |
| Laagste etmaalgemiddelde temperatuur (°C) | 1909              | −1,5              | De Bilt           |      | 1909               | −3,5               | De Kooy                   |
| Hoogste etmaalgemiddelde temperatuur (°C) | 1961              | 12,0              | De Bilt           |      | 1961, 2004         | 14,3               | Maastricht                |
| Laagste minimumtemperatuur (°C) | 1964              | −5,6              | De Bilt           |      | 1909               | −8,4               | De Kooy                   |
| Hoogste minimumtemperatuur (°C) | 1957              | 9,5               | De Bilt           |      | 1951 2005          | 10,8               | Maastricht Heino, Twenthe |
| Laagste maximumtemperatuur (°C) | 2018              | 0,0               | De Bilt           |      | 1969               | −2,1               | Eelde                     |
| Hoogste maximumtemperatuur (°C) | 1990              | 20,6              | De Bilt           |      | 1990 2004          | 22,2               | Maastricht Arcen          |
| Hoogste uurgemiddelde windsnelheid (m/s) | 1947              | 18,5              | De Bilt           |      | 1913 1995          | 23,7               | Eelde Vlissingen          |
| Hoogste windstoot (m/s) | 1995              | 25,7              | De Bilt           |      | 1995               | 34,0               | Vlissingen                |
| Langste zonneschijnduur (uur) | 1929, 2015        | 10,6              | De Bilt           |      | 2016               | 11,2               | Berkhout, Twenthe         |
| Langste neerslagduur (uur) | 1987              | 15,3              | De Bilt           |      | 1957               | 18,0               | Maastricht                |
| Hoogste etmaalsom van de neerslag (mm) | 1989              | 17,2              | De Bilt           |      | 1989               | 17,2               | De Bilt                   |
| Laagste etmaalgemiddelde relatieve vochtigheid (%) | 1928              | 48                | De Bilt           |      | 1928               | 40                 | Maastricht                |
| Laagste uurwaarde luchtdruk op zeeniveau (hPa) | 1934              | 978,4             | De Bilt           |      | 1934               | 976,6              | De Kooy                   |
| Hoogste uurwaarde luchtdruk op zeeniveau (hPa) | 2022              | 1039,3            | De Bilt           |      | 2003               | 1039,6             | Vlieland                  |
| Officiële records worden altijd gemeten op het KNMI-weerstation in De Bilt. Landelijke records kunnen worden gemeten op elk officieel KNMI-weerstation in Nederland. |                   |                   |                   |      |                    |                    |                           |

Uitzonderlijke gebeurtenissen
- 1916 - Eerste officiële zachte dag van het jaar (maximumtemperatuur ≥ 15 °C in De Bilt)
- 1927 - Eerste landelijke zachte dag van het jaar gemeten in Maastricht (maximumtemperatuur ≥ 15 °C op een officieel weerstation)
- 1943 - Eerste officiële zachte dag van het jaar (maximumtemperatuur ≥ 15 °C in De Bilt)
- 1952 - Eerste officiële zachte dag van het jaar (maximumtemperatuur ≥ 15 °C in De Bilt)
- 1961 - Eerste officiële warme dag van het jaar (maximumtemperatuur ≥ 20 °C in De Bilt). Dit is de meest vroege datum waarop de eerste officiële warme dag is gemeten. Samen met 17 maart 1990
- 1990 - Eerste officiële warme dag van het jaar (maximumtemperatuur ≥ 20 °C in De Bilt). Dit is de meest vroege datum waarop de eerste officiële warme dag is gemeten. Samen met 17 maart 1961
- 1990 - Eerste landelijke warme dag van het jaar gemeten in De Bilt, Deelen, Eindhoven, Gilze-Rijen, Herwijnen, Maastricht, Rotterdam, Schiphol, Soesterberg, Valkenburg ZH, Volkel en Wilhelminadorp (maximumtemperatuur ≥ 20 °C op een officieel weerstation)
- 2004 - Eerste landelijke warme dag van het jaar gemeten in Arcen, Eindhoven, Ell, Gilze-Rijen, Heino, Hupsel, Maastricht, Twenthe en Volkel (maximumtemperatuur ≥ 20 °C op een officieel weerstation)
- 2010 - Eerste landelijke zachte dag van het jaar gemeten in Wilhelminadorp (maximumtemperatuur ≥ 15 °C op een officieel weerstation)
- 2023 - Landelijk hoogste maximumtemperatuur in °C van maart dit jaar gemeten in Ell: 18,7
- 2023 - Landelijk laagste etmaalgemiddelde relatieve vochtigheid in % van maart dit jaar gemeten in Maastricht: 55

### België
Dagrecords
- 1887 - Laagste etmaalgemiddelde temperatuur −4,4 °C
- 2004 - Hoogste etmaalgemiddelde temperatuur 15,2 °C
- 1887 - Laagste minimumtemperatuur −5,9 °C
- 1990 - Hoogste maximumtemperatuur 22,5 °C
- 1951 - Hoogste etmaalsom van de neerslag 23,5 mm

Uitzonderlijke gebeurtenissen
- 1985 - IJzel en sneeuw veroorzaken verkeersproblemen op de wegen in de provincie Luik.
- 1990 - Maximumtemperatuur in Rochefort: 23,2 °C.

<< · 1 · 2 · 3 · 4 · 5 · 6 · 7 · 8 · 9 · 10 · 11 · 12 · 13 · 14 · 15 · 16 · 17 · 18 · 19 · 20 · 21 · 22 · 23 · 24 · 25 · 26 · 27 · 28 · 29 · 30 · 31 · >>